# Sacerdotii Nostri Primordia
Sacerdotii Nostri Primordia (latín: Desde el principio de nuestro sacerdocio) es la segunda encíclica del papa Juan XXIII. Fue promulgada el 1 de agosto de 1959 y trata sobre san Juan Vianney.